# Larsenianthus arunachalensis
Larsenianthus arunachalensis är en enhjärtbladig växtart som beskrevs av M.Sabu, Sanoj och Rajesh Kumar. Larsenianthus arunachalensis ingår i släktet Larsenianthus och familjen Zingiberaceae. Inga underarter finns listade i Catalogue of Life.

## Bildgalleri

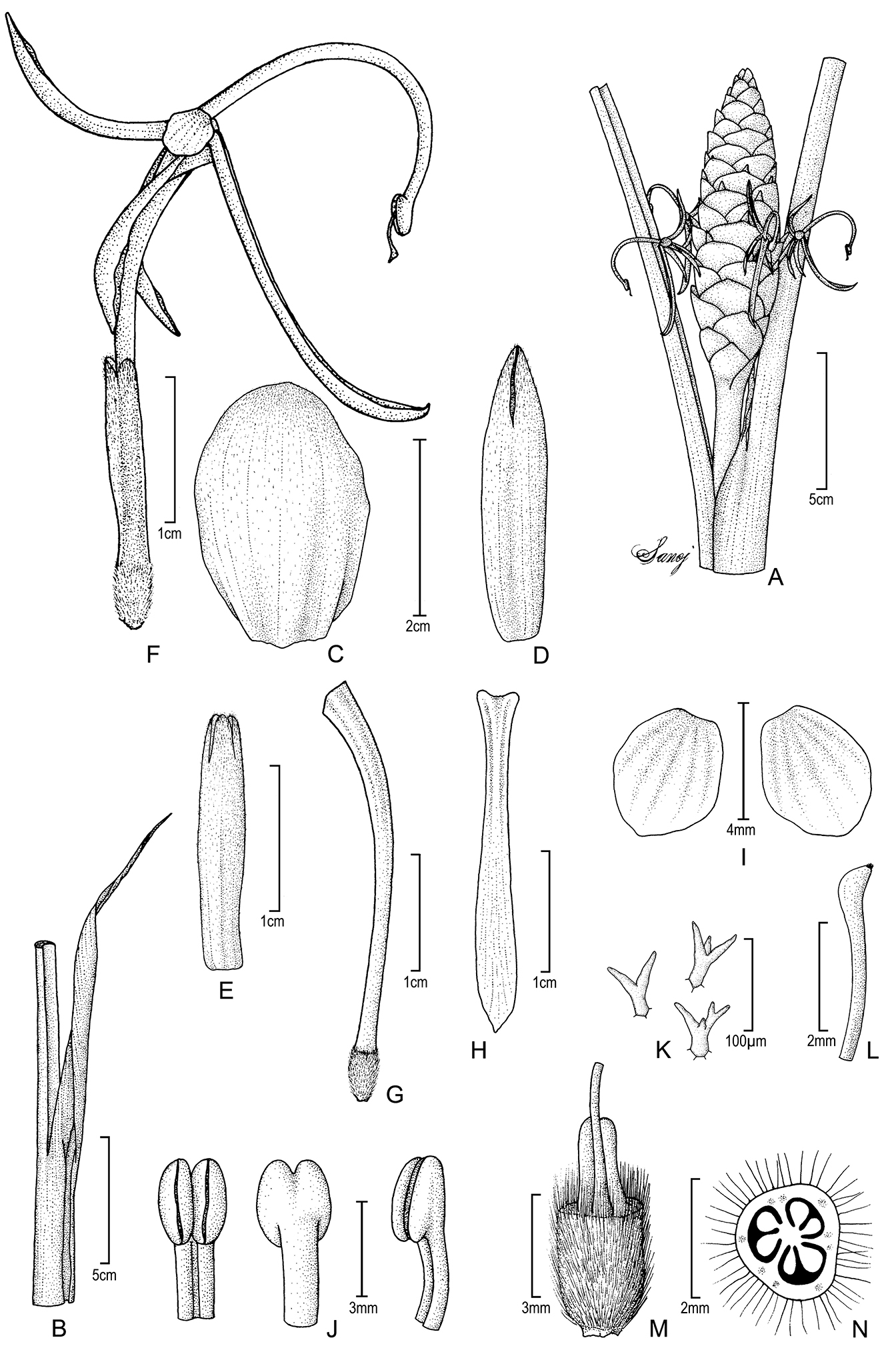
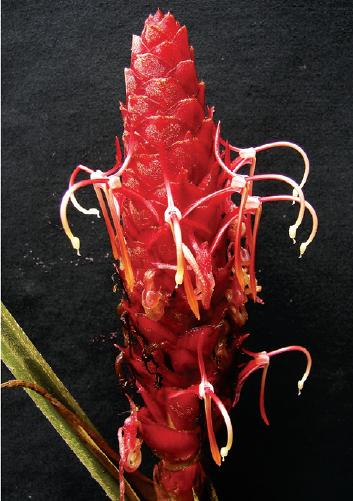